# اتحاد لاعبي كرة القدم الإيطاليين
اتحاد لاعبي كرة القدم الإيطاليين (بالإيطالية: Associazione Italiana Calciatori)‏ هي جمعية لاعبي كرة القدم في إيطاليا. تم تأسيسها في عام 1968 وتضم حاليًا 4500 عضو، منهم 2500 من المحترفيين.
أهداف الاتحاد هي حماية وتحسين والتفاوض بشأن شروط وحقوق وأوضاع جميع اللاعبين المحترفين من خلال اتفاقيات المفاوضة الجماعية.

## التاريخ
تم تأسيس AIC في ميلانو، في 3 يوليو 1968. وكان من بين أعضاء الميثاق لاعبو كرة قدم بارزون، مثل جاكومو بولغاريلي، وساندرو ماتسولا، وجاني ريفيرا، وإرنستو كاستانو، وجانكارلو دي سيستي، وجياكومو لوسي وسيرجيو كامبانا. هذا الأخير، هو أيضًا محامٍ واعترل من كرة القدم قبل عام، تم تعيينه رئيسًا للاتحاد. شغل كامبانا المنصب لمدة 43 عامًا، قبل أن يعلن عن نيته التنحي في أبريل 2011. تم تعيين لاعب كرة القدم السابق داميانو توماسي رسميًا كرئيس جديد في 9 مايو 2011.

## أوسكار ديل كالتشيو
في عام 1997، أنشأ الاتحاد جائزة أوسكار ديل كالتشيو (التي أعيدت تسميتها باسم غران غالا ديل كالتشيو منذ عام 2011)، وهي سلسلة من الجوائز تُمنح لأفضل اللاعبين وأفضل مدرب وأفضل حكم في كل عام.

## وصلات خارجية
- الموقع الرسمي